# Хронологія ірано-ізраїльського протистояння (2018)

## Хронологія
- 10 лютого — відбулася п'ятигодинна конфронтація між Ізраїлем та силами Ірану та Сирії. Іранський БПЛА о 4:00 ранку порушив повітряний простір Ізраїлю, у відповідь на що ВПС Ізраїлю підняли в повітря щонайменше 8 винищувачів та завдали ударів по іранській базі безпілотників на території Сирії. Під час вильоту один ізраїльський винищувач було збито силами сирійського ППО. У відповідь на збиття, Ізраїль підняв другу хвилю винищувачів, ще більш масовану за першу. Було завдано ударів по позиціям чотирьох полків ППО на території Сирії, військового аеродрому та декількох штаб-квартир. Конфронтація завершилася о 9:00, імовірно після телефонного дзвінка Путіна до Ізраїлю[1].
- 9 квітня — зраїльські ВПС завдали удару по авіабазі Тіяс (авіабаза Т-4), неподалік Пальміри в центральній Сирії. Знищено щонайменше 14 людей та ще більше отримали поранення. Серед загиблих 7 іранських вояків[2] .
- 29 квітня — щонайменше 26 прихильників режиму Асада було вбито внаслідок ракетних ударів у провінції Хама в центральній частині Сирії. За даними державних ЗМІ Ірану, 18 із них були іранцями[3].
- 8 травня — президент США Дональд Трамп оголосив про вихід США з ядерної угоди і поновлення санкцій проти Ірану[4]. Це рішення отримало підтримку Ізраїлю[5].
- 10 травня — на фоні виходу США з ядерної угоди і накладення жорстких санкції на іранський режим, армія Ізраїлю провела військову операцію «Картковий будинок» під час якої завдала ракетно-бомбові удари по військових об'єктах Ірану в Сирії. За даними сирійських ЗМІ, ізраїльська армія завдала серії ударів по авіабазах Шайрат, Тала та Меза. Крім того, було завдано ударів по військових об'єктах біля міст Аль-Кусайр та Кунейтра. В Аль-Кусайрі однією з цілей була база Хезболли. У ході операції ВПС Ізраїлю знищили кілька батарей сирійської ППО, зокрема: С-75, С-200, «Бук» та Панцирь-С1. Крім цього, ізраїльські ВПС розбомбили військовий об'єкт "Ель-Кудс" (елітного спецпідрозділу КВІР) в аль-Кісві, на околицях Дамаска. Ударів було завдано по складах, а також розміщеному тут автопарку, яким користувалися іранці в Сирії.[6]. Сирія визнала втрату 4 солдат урядової армії, За даними SOHR внаслідок цих ударів загинуло 27 людей, включаючи 21 «несирійця»[7].
- 18 травня — у військовому аеропорту Хами пролунали потужні вибухи, спричинені ударами по іранській системі протиракетної оборони дальньої дії Bavar 373, яку було введено в експлуатацію в березні 2017 року. The Baghdad Post повідомила, що ізраїльські літаки завдали удару по позиціях КВІР в аеропорту[8].
- 24 травня — ізраїльські літаки завдали удару поблизу аеропорту в Хомсі. Метою нападу була база "Хезболли". Внаслідок удару знищено 21 бойовика, включаючи 9 іранців[9].
- 18 червня — Ізраїль завдав удару по іракським шиїтським бойовикам у Сирії, внаслідок чого було знищено 52 терористи.[10].
- 17 вересня — катастрофа Іл-20 у Сирії: Міноборони Росії повідомило, що база Хмеймім втратила зв'язок з літаком Іл-20, на борту якого перебували 14 військовослужбовців. Зв'язок зник о 23:00 по Москві, коли літак знаходився над акваторією Середземного моря за 35 кілометрів від узбережжя Сирії[11]; 18 вересня стало відомо, що літак був збитий сирійським комплексом С-200 через атаку ізраїльськими F-16 по сирійській провінції Латакія, таким чином під удар ППО був підставлений російський літак, що заходить на посадку. Ізраїль відмовився коментувати цю інформацію. Міністерство оборони Росії заявило, що це був ворожий та провокаційний крок із боку Ізраїлю[12].